# 세키 데루히코
세키 데루히코(関光彦, 1973년 1월 30일 ~ 2017년 12월 19일)는 일본의 연쇄 살인범으로, 미성년일 때 범죄를 저질렀음에도 불구하고 사형이 선고된 인물이다.

## 인물

### 유년기
데루히코의 외할아버지는 비교적 성공한 사업가였으나, 그 딸인 데루히코의 어머니는 외할아버지의 반대를 무릅쓰고 노름꾼 기질이 있는 데루히코의 아버지와 결혼했다. 그러나 데루히코의 아버지는 결혼 후 본색을 드러내 데루히코의 어머니와 데루히코를 상습적으로 폭행하고, 도박과 음주에 빠졌다. 결과적으로 데루히코는 일찍부터 가정내 폭력을 경험하고 자라났고, 가정은 일찌감치 파탄에 이르렀다. 그런 와중에서도 외할아버지는 아버지로부터 폭행당하고 가출하는 일이 여러 차례 있었던 데루히코를 따뜻이 대해주었고, 아버지의 빚을 대신 갚아주기도 했다.
그러나 데루히코가 만 9세인 1982년, 아버지의 도박 등으로 인한 빚은 이윽고 1억엔을 넘어갔고, 외할아버지는 거의 전재산을 털어 이를 갚아주었다. 그러나 무던한 외할아버지도 더 이상 참지 못하고 절연을 선언하고 만다. 또한, 데루히코의 부모는 이를 계기로 이혼하기에 이른다. 일거에 빈한한 생활을 하게 된 데루히코는 점차 태도가 비뚤어지게 된다.

### 청소년기
데루히코가 중학교에 진학하면서 외할아버지의 분노도 누그러져, 어머니와 외할아버지의 관계가 회복되었다. 그러나 이미 성격이 비뚤어진 데루히코는 학교에서는 모범생이었지만 방과후에는 전형적인 비행청소년이었다.
고등학교에 진학하나 2학년 때 학교를 자퇴하고, 외할아버지의 상점에서 일하기 시작하지만 폭력적인 성격 탓에 반년도 견디지 못하고 그만두게 된다. 이후 유흥 목적으로 외할아버지의 상점에 침입하여 돈을 훔쳤고, 이를 알게 된 외할아버지는 데루히코를 꾸짖지만 돌아온 것은 데루히코의 폭력이었다. 이로 인해 외할아버지는 한쪽 눈을 실명하고 만다.

## 이치카와 일가 살인사건
18세인 1991년, 데루히코는 21세의 필리핀 여성과 결혼하지만, 밤낮을 가리지 않고 달려드는 데루히코의 성욕을 받아주다못한 이 여성은 3개월만에 필리핀으로 돌아가버렸다. 색을 즐기지 못해 불만이 쌓인 데루히코는 1992년 2월 6일, 술집 여종업원을 무단히 자기 집으로 데리고 가서 감금하고 성폭행했다. 이 사실을 알게 된 해당 술집의 주인은 격분하여 알고 지내던 야쿠자에게 데루히코를 혼내줄 것을 부탁했고, 이 야쿠자는 데루히코에게 200만엔을 배상하라고 협박했다.
1992년 2월 12일, 치바 현 이치가와 시 시내에서 차를 몰고 가던 데루히코는 고의로 앞에 가던 자전거를 탄 여성 R(당시 15)을 치었다. 즉시 R을 병원으로 데려가 응급처치를 한 데루히코는 돌변하여 R을 협박, 자신의 집으로 끌고 가 성폭행하고, R의 신분증을 확인하여 그 주소를 알아두었다.
3월 5일 오후 5시 경, 데루히코는 200만엔을 강탈할 목적으로 R의 자택으로 무작정 침입하여 당시 혼자 있던 R의 할머니인 야나기사와 준코(柳澤順子, 당시 83)에게 통장을 내놓으라고 협박하나 거절당하고, 준코를 목 졸라 살해한다.
약 2시간 뒤 R과, 어머니인 야나기사와 데루요(柳澤照夜, 당시 36)가 돌아왔고, 데루히코는 그 자리에서 데루요를 칼로 찔러 죽였다. 얼마 지나지 않아 R의 동생인 야나기사와 우미(柳澤宇海, 당시 4)가 귀가했다.
R을 시켜 식사를 해결한 데루히코는 R의 아버지인 야나기사와 고지(柳澤功二, 당시 42)가 돌아오기를 기다리면서 R을 성폭행했다. 한편으로 우미는 할머니가 죽은 줄 모르고 할머니 옆으로 가 잠을 자기 시작했다.
이윽고 고지가 돌아오자 데루히코는 미리 준비하고 있다가 고지를 칼로 찌르고 200만엔을 요구했다. 고지는 순순히 360만엔 가량이 든 통장과 인감을 넘겨주었지만 욕심이 생긴 데루히코는 더 내놓으라고 고지를 협박했다. 고지가 회사에 더 있다고 답하자 데루히코는 R을 데리고 고지의 회사로 이를 가지러 갔다.
데루히코는 R을 고지의 회사에 데려다 주고 난 뒤 먼저 돌아와 고지를 살해했다.
다음날인 6일, 아침이 되자 이상한 낌새를 눈치챈 고지의 회사 동료들이 자택으로 전화하여 R이 받으나, 데루히코는 강제로 빼앗아 끊어버렸다. 그 사이 일어난 우미가 무서워하며 울자, 데루히코는 우미를 칼로 찌른 다음 목 졸라 죽였다.
그러나 전화가 갑자기 끊긴 것을 수상히 여긴 고지의 회사 동료들이 경찰에 신고, 출동하여 잠복해 있던 경찰관들이 데루히코가 우미를 살해하는 현장을 보고 난입하여 데루히코를 체포, 14시간여에 걸친 데루히코의 연쇄 살인에 종지부를 찍었다.

## 다른 범죄
위의 살해 사건 외에 데루히코는 체포되기 전까지 1992년 한 해 동안
- 앞의 차가 천천히 간다는 이유로 앞차의 운전자를 폭행하거나,
- 길 가던 여성에게 접근하여 폭행하고 강간하는 등,그 외에도 총

24명의 여성을 납치,강간하는 범죄를 저질러 R을 포함하여 25명을 성폭행하고, R을 포함하여 도합 5명에게 중경상을 입혔다.

## 판결
데루히코는 여고생 콘크리트 살인사건의 범인이 단 한 사람도 사형에 처해지지 않았다는 것을 들어 소년원행을 예상하고 있었다. 그러나 1995년 8월 8일, 지바 지방법원은 데루히코에게 사형을 선고했다. 이어 1997년 7월 2일, 도쿄 고등법원은 항소를 기각했고, 2001년 12월 3일에는 일본 최고재판소가 상고를 기각하여 사형이 확정되었다. 일본에서 범죄당시 미성년인 범죄자가 사형이 확정되기는 나가야마 노리오 이래 두 번째 사례이다. 결국 2017년 12월 19일 사형이 집행되었다.

## 참고 문헌
- 19歲の結末-一家4人慘殺事件(祝 康成, 2000/09, 新潮社)
- 19歲-一家四人慘殺犯の告白(永瀨 準介, 2004/08, 角川文庫)
  - 저자 명의는 다르나 본명을 쓰다가 필명을 쓰기 시작하여 다른 것이다. 후자는 전자에 내용을 보강한 개정증보판 격으로, 작자가 직접 데루히코를 여러 차례 접견하고 쓴 논픽션.
- 19歲の少年を逮捕-カネ目當て,次次襲う 市川の家族4人殺人容疑, 1992-03-07, 아사히 신문
  - 피살자의 목록이 소개되어 있다.